# Pseudophasma flavicorne
Pseudophasma flavicorne är en insektsart som först beskrevs av Ludwig Redtenbacher 1906.  Pseudophasma flavicorne ingår i släktet Pseudophasma och familjen Pseudophasmatidae. Inga underarter finns listade i Catalogue of Life.